# Waterloo (Alabama)
Waterloo is een plaats (town) in de Amerikaanse staat Alabama, en valt bestuurlijk gezien onder Lauderdale County.

## Demografie
Bij de volkstelling in 2000 werd het aantal inwoners vastgesteld op 208.
In 2006 is het aantal inwoners door het United States Census Bureau geschat op eveneens 208.

## Geografie
Volgens het United States Census Bureau beslaat de plaats een oppervlakte van
2,1 km², waarvan 2,0 km² land en 0,1 km² water. Waterloo ligt op ongeveer 215 m boven zeeniveau.

## Plaatsen in de nabije omgeving
De onderstaande figuur toont de plaatsen in een straal van 40 km rond Waterloo.